# جوردن كونينغهام
جوردن كونينغهام (بالإنجليزية: Jordan Cunningham)‏ هو سياسي أمريكي، ولد في 6 ديسمبر 1977 في مقاطعة سان لويس أوبيسبو في الولايات المتحدة. حزبياً، نشط في الحزب الجمهوري. وقد انتخب عضو جمعية ولاية كاليفورنيا.

## وصلات خارجية
- الموقع الرسمي